# Padang Palangeh
Padang Palangeh is een bestuurslaag in het regentschap Bungo van de provincie Jambi, Indonesië. Padang Palangeh telt 1881 inwoners (volkstelling 2010).